# Etymologia ludowa
Etymologia ludowa, reinterpretacja etymologiczna, etymologia synchroniczna – odczuwany przez użytkowników języka związek etymologiczny danej frazy lub wyrażenia z innymi elementami tego samego języka.
Etymologia ludowa to także proces upodabniania (na ogół zapożyczonych) wyrazów do podobnie brzmiących wyrazów rodzimych na zasadzie skojarzenia znaczeń, niekiedy stosowany świadomie w utworach literackich – np. przekształcenie wyrazu „cmentarz” w „smętarz”. W tym sensie reinterpretacja etymologiczna jest zjawiskiem częstym i jest jedną z sił napędzających zmiany językowe.

## Znaczenie
Etymologia ludowa to wyjaśnianie pochodzenia lub znaczenia jakiegoś słowa na podstawie jego fonetycznego podobieństwa do innego słowa, np. wywodzenie nazwy „Włochy” od „włosów” lub „Częstochowy” od wyrazów „często” i „chować się”. W rzeczywistości „Włochy” to wyraz pochodzenia germańskiego, który dawniej oznaczał mieszkańców cesarstwa rzymskiego, spokrewnione wyrazy to m.in. Wołoch oraz Walijczyk (ang. Welsh). Z kolei „Częstochowa” oznacza miejscowość należącą do kogoś o imieniu Częstoch, które wywodzi się od wyrazu „częstować”.
Ludowe reinterpretacje etymologiczne są nienaukowe i często błędne, ponieważ mają charakter asocjacji wyłącznie fonetycznych, są synchroniczne (nie historyczne) oraz statystyczne (tzn. doszukują się podobieństwa do tych słów, które są obecnie często używane).
Przykładem etymologii ludowych są też generalnie etymologie starożytne i średniowieczne, np. etiologie biblijne. W starożytności oraz w czasach średniowiecznych językoznawstwo nie istniało w sensie współczesnym. Etymologie ludowe tych okresów (np. bardzo popularne w Europie w średniowieczu) były próbą wyjaśniania duchowego znaczenia słowa lub pojęcia.